# بحيرة تيكابو
بحيرة تيكابو (بالإنجليزية: Lake Tekapo)‏ وهي بُحيرة تقع في الجزيرة الجنوبية لنيوزيلندا وتبلغ مساحتها 83 كلم مربع، ويبلغ متوسط عمقها 700 متر فوق مستوى سطح البحر. ويصبُ نهر غولدي في البحيرة ومصدر مياهه هي جبال الألب الجنوبية.

## المعالم السياحية
تعتبر منطقة بحيرة تيكابوا من أشهر المناطق في نيوزيلاندا وفي العالم للمراقبة الفلكية الليلية، فهي تقع ضمن منطقة الماكنتزي المحمية ضوئيا ولا يقطنها إلا عدد قليل من الأفراد، وأغلب المنازل المبنية فيها (وهي محدودة) هي عبارة عن فنادق ونزل للسياح القادمين لغايات الرصد الفلكي.

تضم منطقة بحيرة تيكابوا عدة معالم علمية وسياحية مهمة ومشهورة محليا وعالميا. بشكل خاص يُمثل جبل جون الملتصق بالبحيرة معلما علميا وسياحيا مهما لاحتوائه في قمته على مرصد فلكي بني في ستينيات القرن العشرين بتمويل أمريكي واختير لموقعه الملائم للرصد الفلكي. تعمل جامعة كانتربوري بأبحاث في المرصد الفلكي وباستعمال تليسكوب هو الأضخم محليا، كما يشارك علماء من دول أخرى في الأبحاث الفلكية. كما تحوي المنطقة على كنيسة صغيرة (Church of Good Sephered) تُعد مرصدا للسياح الذين يقصدونها لعمل الصور التذكارية أو بعض المراسيم الاحتفالية، ولكنها اكتسبت شهرتها من وجودها ضمن الكثير من الصور الفلكية المنتشرة. هناك أيضا معلم صغير بالقرب من الكنيسة للكلب النعجة (Sheep Dog Monument)، يُزار أيضا بشكل خاص لأخذ الصور الليلة بجانبه. عند صفاء الجو، وخلوه من الغيوم، فإنه يمكن رؤية مجرة درب التبانة بالعين المجردة بسهولة.

## معرض الصور

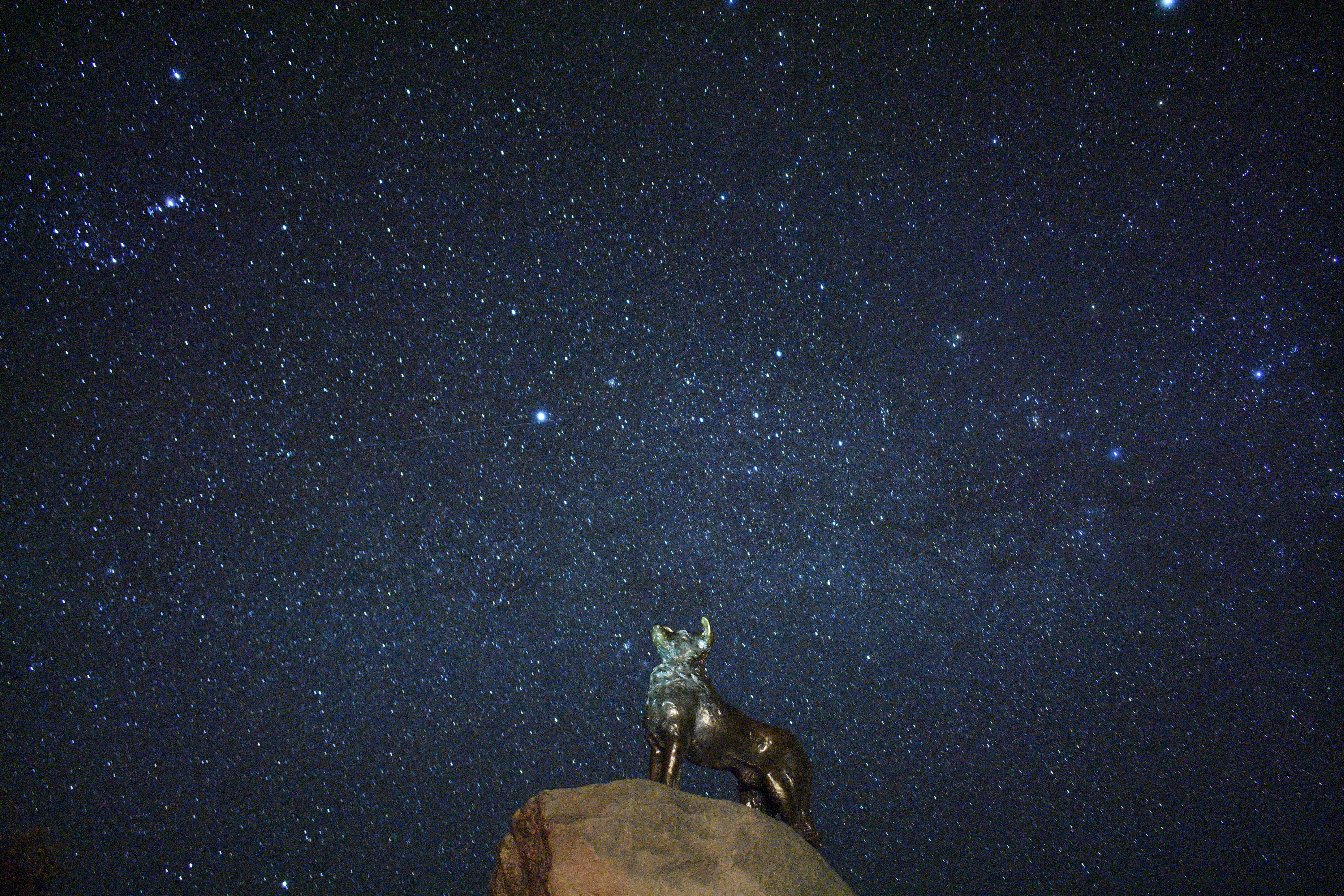
تمثال الكلب النعجة، في صورة ليلية لسماء تيكابو.

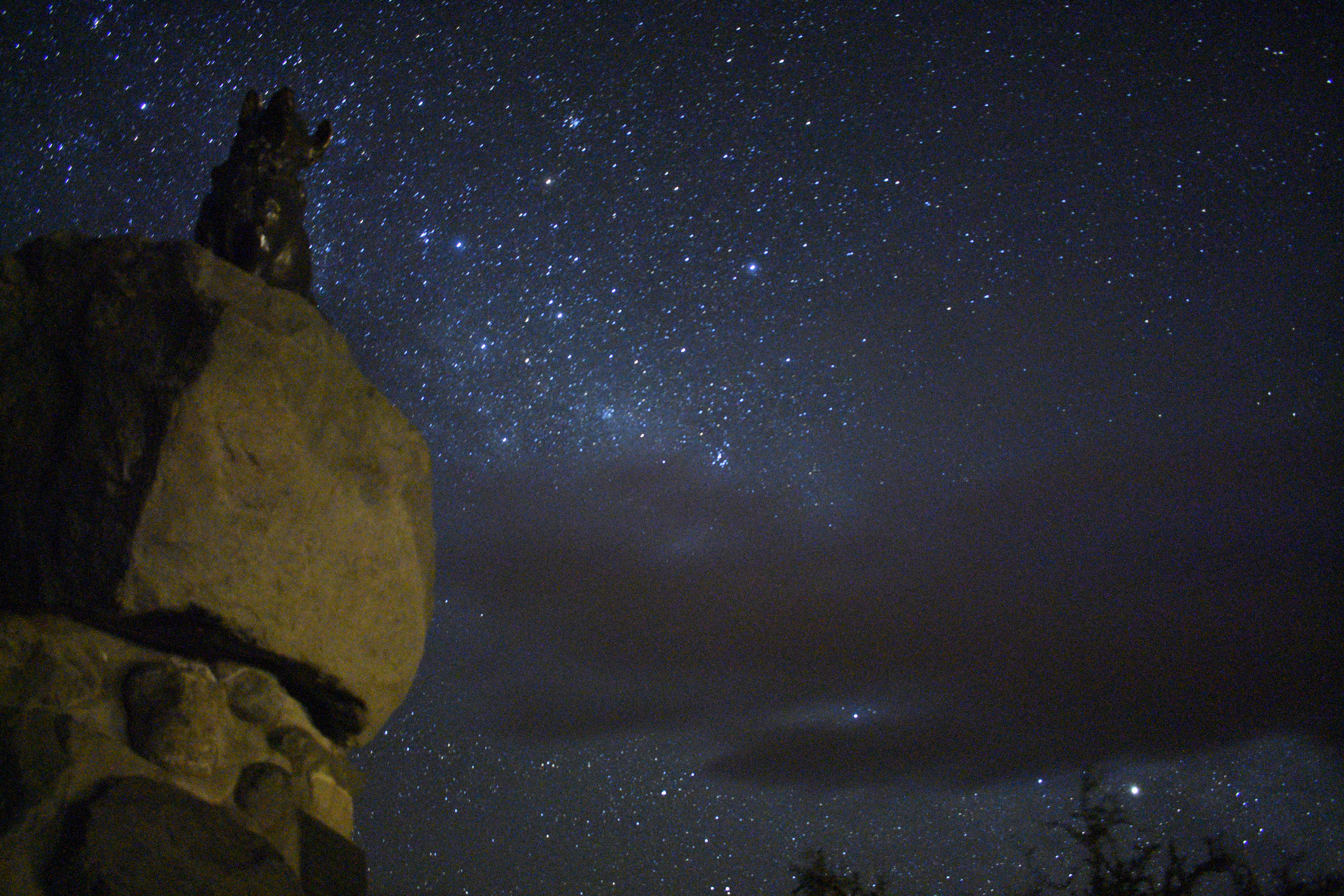
تمثال الكلب النعجة، في صورة ليلية لسماء تيكابو.

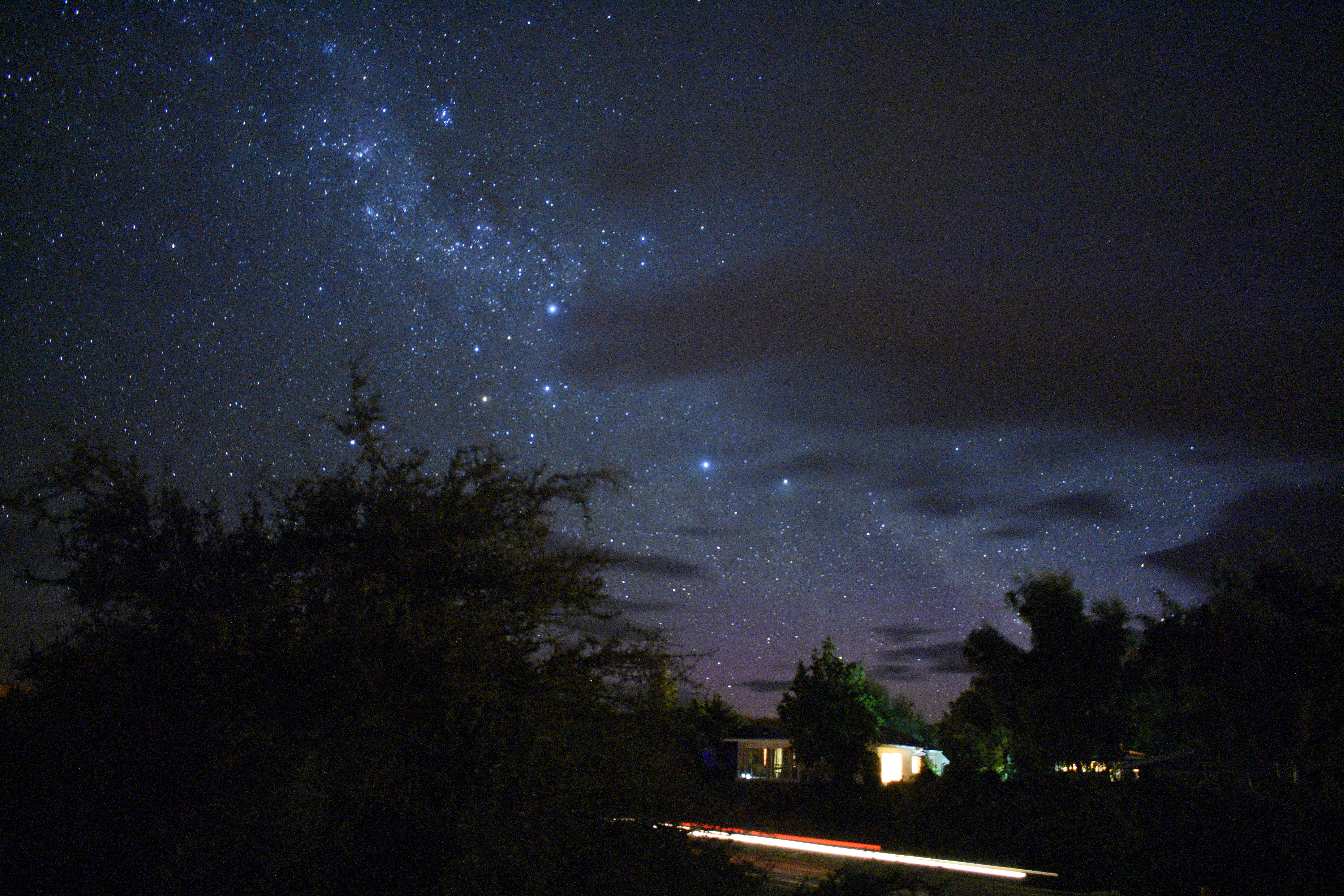
جزء من مجرة درب التبانة، التقطت في تيكابوا.

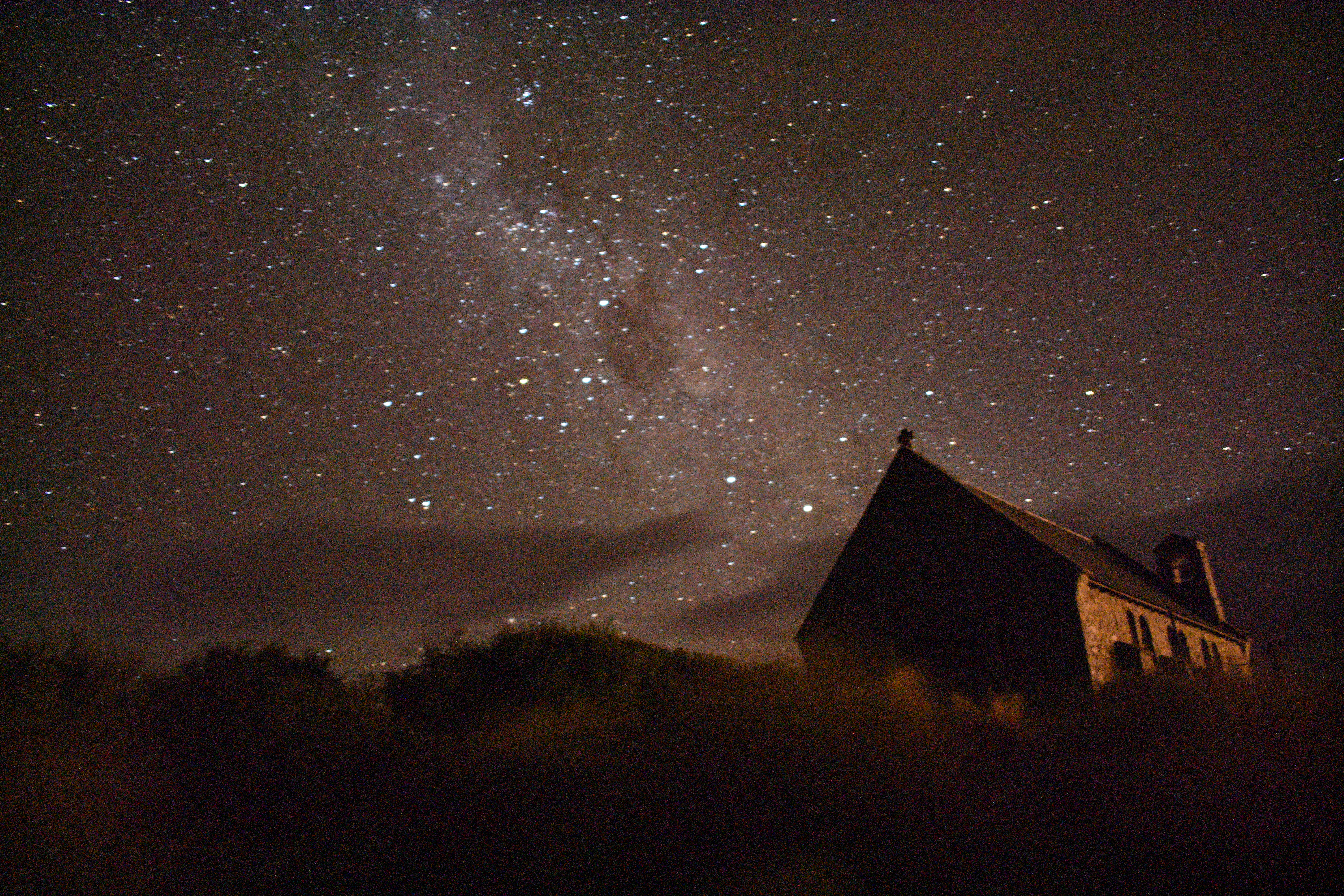
كنيسة (Church of good Shepherd) في صورة ليلية لسماء تيكابو.

## روابط خارجية
- http://www.newzealandtravelinsider.com/day-walks/mt-john-walkway-lake-tekapo-walk-new-zealand.htm
- https://mackenzienz.com/scenic-highlights/mountjohn/